# Giuseppe Conte
Giuseppe Conte (ur. 8 sierpnia 1964 w Volturara Appula) – włoski prawnik, nauczyciel akademicki i polityk, profesor prawa prywatnego na Uniwersytecie Florenckim, w latach 2018–2021 premier Włoch, deputowany, od 2021 przewodniczący Ruchu Pięciu Gwiazd (M5S).

## Życiorys

### Wykształcenie i działalność zawodowa
W 1988 ukończył studia prawnicze na Uniwersytecie Rzymskim „La Sapienza”. W latach 1992–1993 był stypendystą Narodowej Rady Badań Naukowych (CNR), kształcił się między innymi na Uniwersytecie Yale i Duquesne University. Później studiował również w Girton College w Cambridge i na Université Paris Sorbonne. Twierdził też, że studiował także na New York University, jednak w maju 2018 „The New York Times” podał, że nie odnotowano jego nazwiska w gronie studentów ani wykładowców tej uczelni.
Jako nauczyciel akademicki wykładał prawo prywatne i prawo handlowe na Uniwersytecie Maltańskim, Università degli Studi Roma Tre, Wolnym Uniwersytecie Najświętszej Maryi Wniebowziętej w Rzymie (LUMSA) czy Uniwersytecie w Sassari. Od 2002 profesor prawa prywatnego, objął stanowisko profesorskie na Uniwersytecie Florenckim. W 2007 został również nauczycielem akademickim na Uniwersytecie LUISS w Rzymie. Podjął także praktykę w zawodzie adwokata. Został członkiem komisji kultury przy organizacji gospodarczej Confindustria. Od 2013 był jednym z dwóch przedstawicieli Izby Deputowanych XVII kadencji w Radzie Sądownictwa Administracyjnego (CPGA).

### Działalność polityczna
W trakcie kampanii wyborczej w 2018 współpracował z Luigim Di Maio, liderem politycznym Ruchu Pięciu Gwiazd. Został przedstawiony wówczas jako kandydat partii na ministra administracji publicznej. W maju 2018 był wymieniany jako najbardziej prawdopodobny kandydat na premiera rządu tworzonego przez koalicję tego ugrupowania i Ligi Północnej. 21 maja liderzy obu partii przedłożyli jego kandydaturę prezydentowi. Dwa dni później Sergio Mattarella powierzył mu misję stworzenia rządu; cztery dni po desygnacji złożył jednak rezygnację z uwagi na sprzeciw prezydenta co do powołania Paola Savony na urząd ministra gospodarki.
31 maja doszło ostatecznie do porozumienia prezydenta z koalicjantami wspierającymi Giuseppe Contego, który ponownie został desygnowany na premiera, a następnie przedstawił zaakceptowany przez głowę państwa skład nowego rządu (w którym Paolo Savona otrzymał inne stanowisko). Nowy gabinet rozpoczął urzędowanie po zaprzysiężeniu 1 czerwca 2018.
W 2019 doszło do sporów między koalicjantami. Doprowadziły one do złożenia przez Ligę Północną w sierpniu tegoż roku wniosku o wyrażenie rządowi wotum nieufności. 20 sierpnia Giuseppe Conte ogłosił swoją dymisję. 29 sierpnia otrzymał od prezydenta misję utworzenia nowego rządu; doszło do tego po zawarciu porozumienia między Ruchem Pięciu Gwiazd a opozycyjną dotąd Partią Demokratyczną. 4 września przedstawił proponowany skład gabinetu, następnego dnia prezydent Sergio Mattarella dokonał zaprzysiężenia członków rządu.
W styczniu 2021 koalicyjna partia Italia Viva (powstała wkrótce po powstaniu gabinetu w wyniku rozłamu w PD) ogłosiła wycofanie swojego poparcia. Rząd uzyskał w tym samym miesiącu wotum zaufania w obu izbach parlamentu, Giuseppe Conte ogłosił jednak swoją dymisję z funkcji premiera. Zakończył urzędowanie 13 lutego 2021, gdy na czele nowego gabinetu stanął Mario Draghi.
W tym samym roku formalnie wstąpił do Ruchu Pięciu Gwiazd. Opracował nowy statut ugrupowania, zaś w sierpniu 2021 został wybrany na przewodniczącego partii.
W wyborach w 2022 uzyskał mandat posła do Izby Deputowanych XIX kadencji.